# Meristogenys
A Meristogenys a kétéltűek (Amphibia) osztályába, valamint a békák (Anura) rendjébe és a valódi békafélék (Ranidae) családjába tartozó nem.

## Előfordulásuk
A nembe tartozó fajok Borneón honosak.

## Taxonómiai helyzete
A Meristogenys nem legközelebbi rokona a Huia cavitympanum, a polifiletikus csoportot alkotó szemétkosár-taxon Huia nem típusfaja. Előfordulhat, hogy a Meristogenys nem – melyet csak mostanában, a Huia nemnél sokkal később hoztak létre – leszármazási okok miatt a Huia nembe kerül, mivel a Huia nem legtöbb – ha nem az összes – faja feltehetőleg máshová tartozik. De mivel a Huia nembe sorolt fajok egy csoportja, valamint a Clinotarsus nem nagyon közeli rokonságban áll, a csoport taxonómiai felülvizsgálatának elhalasztása valószínűleg jobb megoldás mindaddig, amíg az érintett taxonokat alaposan felül nem vizsgálják.  A Meristogenys önmagában monofiletikus csoportot alkot.

## Rendszerezés
A nembe az alábbi fajok tartoznak:
- Meristogenys amoropalamus (Matsui, 1986)
- Meristogenys dyscritus Shimada, Matsui, Yambun & Sudin, 2011
- Meristogenys jerboa (Günther, 1872)
- Meristogenys kinabaluensis (Inger, 1966)
- Meristogenys macrophthalmus (Matsui, 1986)
- Meristogenys maryatiae Matsui, Shimada & Sudin, 2010
- Meristogenys orphnocnemis (Matsui, 1986)
- Meristogenys penrissenensis Shimada, Matsui, Nishikawa & Eto, 2015
- Meristogenys phaeomerus (Inger & Gritis, 1983)
- Meristogenys poecilus (Inger & Gritis, 1983)
- Meristogenys stenocephalus Shimada, Matsui, Yambun & Sudin, 2011
- Meristogenys stigmachilus Shimada, Matsui, Yambun & Sudin, 2011
- Meristogenys whiteheadi (Boulenger, 1887)